# 能源之星
能源之星（英語：Energy Star）是美国能源部和美国环保署推出的节能环保计划，启动于1992年，意图通过推广节能产品帮助消费者、企业和行业节省资金并减少碳排放。该项目为产品、住宅和建筑制定完善的能源效率规范，由企业自愿参与，符合高性能、具有成本效益要求者可以加上“能源之星”标签。当局介绍，能源之星累计帮助美国人减少5万亿千瓦时电力、超过5000亿美元能源成本，减排40亿吨温室气体。
最早配合此計劃的產品主要是電腦等資訊電器，之後逐漸延伸到電機、辦公室設備、照明、家電等等。後來還擴展到建築的領域，美國環保署於1996年起積極推動能源之星建築物計劃，由環保署協助自願參與業者評估其建築物能源使用狀況（包括照明、空調、辦公室設備等）、規劃該建築物之能源效率改善行動計畫以及後續追蹤作業，所以在一些導入環保新概念的住家或工商大樓中也可發現能源之星的標誌。
能源之星现作用于企业与组织、个人家庭、公用事业及地方政府等多个方面。
加拿大、日本、瑞士、中华民国也在不同程度上参与了能源之星计划。

## 历史
美国环境保护署于1992年启动能源之星计划，根据《清洁空气法》第 103(g) 节和《2005年能源政策法令》第131节的规定实施。 
能源之星最初应用于電腦和打印机，1995年扩展到住宅供暖和制冷系统以及新建住宅。2000年起，能源效率联盟在成员的指导下每年对能源之星的影响进行调查。
2016年美国能源和就业报告显示，参与能源之星认证产品和建筑材料的制造的工人已达29万名。报告预测，能源效率领域的就业增长速度将达9%，远高于能源行业的其他领域，并且能源之星将成为该行业不可或缺的一部分。
2025年5月，美国环境保护署在一次会议上宣布了取消能源之星的计划。这是环保署重组工作的一部分。特朗普曾在其第一任期提出取消或私有化能源之星的计划。

## 参看
- 绿色计算

## 外部連結
- 官方网站